# Gian Piero Reverberi
Gian Piero Reverberi, né le 29 juillet 1939 à Gênes, est un pianiste, compositeur, arrangeur, chef d'orchestre et entrepreneur italien.

## Biographie
Après l'obtention de diplômes de piano et de composition au Conservatoire Paganini de Gênes, Gian Piero Reverberi a travaillé dans un large éventail de médias : thèmes TV, musique de films Western spaghetti, enregistrements pop et rock. 
Il a également travaillé avec son frère Gianfranco Reverberi sur la chanson « Last Man Standing » (ou « Nel cimitero di Tucson ») de la musique du western Django, prépare ton cercueil, qui a été échantillonné dans le succès « Crazy » de Gnarls Barkley.
En tant que producteur, Reverberi a travaillé pour les groupes de rock progressif New Trolls et Le Orme. 
Dans les années 1960-1970, il fut aussi le producteur de plusieurs albums de chanteurs-compositeurs tels que Lucio Battisti, Fabrizio De Andrè, Luigi Tenco et Gino Paoli.
En 1979, il fonde l'orchestre de chambre de Rondò Veneziano, qu'il dirige depuis lors, après avoir été le principal compositeur, arrangeur et chef d'orchestre du groupe. Ils jouent des instruments originaux, incorporant une section rythmique de rock-style moderne comprenant synthétiseur, guitare basse et batterie.